# Хадер Баклах
Хадер Баклах (15 вересня 1998) — індонезійський плавець.
Учасник Олімпійських Ігор 2016 року.